# 조바니 도스 산토스
조바니 도스 산토스(스페인어: Giovani Dos Santos Ramirez, 1989년 5월 11일, 멕시코 누에보레온주 몬테레이 ~ )는 멕시코의 전 축구 선수로, 현역 시절 포지션은 공격형 미드필더였으며, 그의 아버지는 과거 브라질의 유명 축구 선수였던 지지뉴 (1950년 FIFA 월드컵에서 브라질의 우승을 이끌었던 지지뉴와는 다르다.)이며, 그의 동생인 호나탄 도스 산토스도 LA 갤럭시에서 축구 선수로 뛰고 있다. 그의 아버지는 브라질인이지만 조바니는 멕시코에서 태어났으며, 후에 스페인으로 옮겨와 스페인 시민권을 획득했다. 따라서 그는 브라질이나 멕시코, 스페인 중 한 국가를 선택해 뛸 수 있었고, 멕시코 국가대표팀을 선택했다.
조바니는 멕시코 U-17 대표팀의 일원으로, 페루에서 열린 2005년 FIFA U-17 월드컵에 출전해 우승을 맛봤으며, 2008년 6월 5일, 조바니는 스포츠의 말을 인용해 "내년 시즌 토트넘 홋스퍼를 위해 경기하겠다"라고 밝혔으며, 바르셀로나는 초기에 제시한 비용인 €18m에 수락했다. 그는 2008-09 시즌부터 토트넘 홋스퍼 FC 소속으로 뛰게 되었다. 하지만 부상으로 주전 도약에 실패하였고, 2009년 입스위치 타운 FC로 임대를 떠났다가 복귀하였다. 그러나 2010년 갈라타사라이 SK로 임대, 2011년에 라싱 산탄데르로 임대되었다가, 2012년에 RCD 마요르카에 완전 이적하였다. 또한, 2012 런던 올림픽에 출전해 금메달을 수상하였다.

## 수상
개인
- 2014년 FIFA 월드컵 맨 오브 더 매치 : vs. 카메룬 (조별리그)

## 같이 보기
- A매치 100경기 이상 출전한 축구 선수 명단